# Василенко Петро Пантелійович
Василе́нко Петро́  Пантелі́йович (29 червня 1937, село Мартове, Печенізький район Харківської області)  — 29 листопада 2001, там само)  — поет, прозаїк, публіцист, краєзнавець. Член Національної спілки письменників України (з 1990 р).

## Життєпис
Петро Василенко народився у родині колгоспників. Батько загинув під час Другої світової війни.
У 1955—1960 рр. був студентом факультету економіки і організації сільськогосподарських підприємств Харківського національного аграрного університету ім. В. В. Докучаєва.
У 1960 р. розпочав трудову діяльність на посаді плановика в радгоспі «Привілля» Троїцького району Луганської області.
З 1967 по 1972 рр. обіймав посаду головного економіста радгоспу «Мартівський». З 1993 по 1999 рр. працював заступником редактора газети «Печенізький край».
Помер 29 листопада 2001 року, похований в с. Мартове.
Пам'ять поета вшанували меморіальною дошкою, що відкрили 2 липня 2013 р. на фасаді ліцею в рідному селі поета. А 8 серпня 2015 р. в с. Печеніги відкрито пам'ятник. Іменем поета названо вулиці в с. Мартове та с. Печеніги.

## Творчість
Під час навчання друкувався інститутській газеті «Знання».
Автор книг:
- «Двоколос» (1976);
- «Моя біографія — поле» (1979);
- «Кленове клечання» (1983);
- «Хрещатий барвінок» (1992);
- «Печенізьке поле» (1995).

Автор історико-краєзнавчих нарисів «Печеніги» (1976), «Мартова вітає вас» (1993), «Чугуївщина літературна» (1995). Роман «Калина і гордовина» та поема «Сказання про землю Слобідську» (2000) вийшли друком у журналі "Слобожанщина. Прозові твори «Поле бою» (2007), «Калина і гордовина» (2007) та «Поклик зозулі» (2008) були видані посмертно.